# Martina Dogana
Martina Dogana (Valdagno, 10 de abril de 1979) es una deportista italiana que compitió en triatlón. Ganó una medalla de plata en el Campeonato Europeo de Triatlón de Larga Distancia de 2006.

## Palmarés internacional
| Campeonato Europeo | Campeonato Europeo    | Campeonato Europeo | Campeonato Europeo |
| Año                | Lugar                 | Medalla            | Prueba             |
| ------------------ | --------------------- | ------------------ | ------------------ |
| 2006               | Almere (Países Bajos) | Medalla de plata   | Individual         |